# Shotter's Nation
Shotter's Nation es el segundo álbum de estudio de la banda británica Babyshambles, lanzado el 1 de octubre de 2007 en el Reino Unido bajo el sello discográfico Parlophone. En Estados Unidos fue lanzado el 23 de octubre de 2007 por Astralwerks. El primer sencillo del álbum fue "Delivery", que fue lanzado el 17 de septiembre de 2007.
NME lo colocó en el puesto número de 14 de los mejores discos del año 2007.

## Listado de canciones
1. "Carry On Up the Morning" (Peter Doherty, Michael Whitnall) – 2:58
2. "Delivery" (Doherty, Whitnall) – 2:42
3. "You Talk" (Doherty, Kate Moss) – 3:30
4. "UnBiloTitled" (Doherty, Peter Wolfe, Adam Ficek) – 3:52
5. "Side of the Road" (Doherty) – 2:09
6. "Crumb Begging Baghead" (Doherty, Whitnall) – 3:44
7. "Unstookie Titled" (Doherty, Whitnall, Ficek) – 4:30
8. "French Dog Blues" (Doherty, Ian Brown, Moss) – 3:32
9. "There She Goes" (Doherty) – 3:36
10. "Baddie's Boogie" (Doherty, Whitnall, Moss) – 3:55
11. "Deft Left Hand" (Doherty, Whitnall, Moss) – 4:04
12. "Lost Art of Murder" (Doherty) – 4:38